# Chronologie des faits économiques et sociaux dans les années 1640
Chronologie de l'économie
Années 1630 - Années 1640 - Années 1650

## Événements
- Vers 1640 : arrivée des premiers colons russes à l’est du lac Baïkal. Les Mongols vendent des chevaux, des chameaux et des moutons pour acheter du blé et des articles manufacturés aux commerçants russes[1].
- 1642 : épidémies en Chine[2].
- 1645-1647 : famine dans la région de Madras en Inde du Sud[3].
- 1643-1644 : on commence à cultiver la canne à sucre dans les Antilles : Saint-Christophe en 1643, Guadeloupe en 1644, la Martinique peu après[4]. L'industrie sucrière commence à la Barbade dès 1640 ; mais dans les Antilles françaises pas avant 1654 avec l'arrivée des Hollandais et des Juifs chassés du Brésil[5]. Au Brésil les exportations de sucre atteignent 1 500 000 arrobes (1 arrobes = 14 kg) en 1644.

### Europe
- 1639-1644 : mauvaises récoltes en Europe[6].
- Vers 1640 : en Russie, le Hollandais Vinius fonde une fabrique d’armement à Toula et l’Allemand Marselis une fonderie dans l’Oural[7].
- 1640-1650 : forte baisse du prix des céréales en Allemagne.
- Après 1640-1650 : déclin des corporations en Angleterre. Le nombre de chômeurs à Londres atteint le chiffre de 40 000 en 1644[8].
- 1642 : la Compagnie néerlandaise des Indes orientales distribue 50 % de dividendes à ses actionnaires. Entre 1640 et 1740, les ventes de la compagnie à Amsterdam portent sur les épices et les textiles. Les épices dominent d’abord (80 %, dont 40 % pour le poivre), puis les textiles (54,7 % en 1700, contre 30 % pour les épices). La valeur de ce commerce et de 72 millions de florins en 1640, 150 en 170, et culmine à 188 en 1720[9].
- 1645 : disparition progressive de l’aristocratie vénitienne au pouvoir : les nobles masculins de plus de 25 ans passent de 2 520 en 1550, à 1 970 en 1590, à 1 620 en 1645 (indivision des héritages, mariage seulement des aînés)[10].
- 1646-1650 : années fraîches et pluvieuses en Angleterre. Mauvaises récoltes accompagnées d’une épizootie parmi les bovins. Les prix céréaliers augmentent pour culminer après 1650[11].
- 1647-1652 : épidémie de peste bubonique en Espagne. Disette. Un quart de la population de Valence et la moitié de celle de Séville (60 000 pour 110 000 à 120 000 habitants) est décimée[12].

#### France
- 1639-1643 :
  - série d’étés froids et humides en France. Vendanges tardives. Rémission de la peste[13].
  - les recettes fiscales de l’État sont multiplés par six[14]

- 1639 : apparition du millet d’Espagne (maïs) sur le marché de Toulouse. Il s’impose entre 1644 et 1655[15].
- 1640-1680 : essor des ateliers de soierie à Nîmes[16].
- 1641 : dévaluation de la livre tournois[17].
- 1642-1647 : Mazarin porte le budget de l’État français à 1 000 tonnes d’équivalent argent. Il porte les dépenses extraordinaires et de guerre à 123 millions de livres en moyenne. La livre tournois reste stable[18].
- 1643 : création rue Saint-Honoré à Paris de Cire Trudon, manufacture royale des cires à partir de 1719[19].

- 1644 : pic de hausse des prix. Forte fiscalité de guerre mis en œuvre par Particelli d'Emery : l'édit du Toisé grève les constructions édifiées illégalement dans les faubourgs de Paris (mars). La taxe des Aisés touche les parisiens exemptés de taille (août), à l’indignation du Parlement. Nombreux incidents et « esmotions populaires » dans les provinces française[20]. Révolte antifiscale en Languedoc et en Dauphiné (1644-1647)[21]. Révolte du Poitou en février. Révolte en Saintonge.
- 1644-1657 : nouvelle vague de peste[21].

- 1645 :
  - année chaude. Vendanges précoces et de qualité[11].
  - les revenus net de l’État français atteignent 500 tonnes d’équivalent-argent. Emprunt massif de 115 millions de livres[22].
- 1645-1647 : baisse des loyers parisiens[23].

- 1646-1650 : printemps humides et froids, étés orageux responsables d'une nouvelle vague de peste[13]. Vendanges tardives.
- 1646-1664 : baisse des achats de sel dans les régions du Nord et du centre : ils tombent de 17 % par rapport à la période 1621-1623[24].
- 1647-1650 : pic de hausse des prix. Fiscalité de guerre : édits du Tarif (1646), du Rachat (1648)[25].
- 1648-1653 : la Fronde fait baisser la pression fiscale (suppression des intendants)[26].

## Démographie
- Vers 1640 : 
  - la France compte 20,3 millions d’habitants (frontières actuelles). Déclin démographique après 1640.
  - 5,5 millions d’habitants en Angleterre.
  - 20 000 colons dans les Antilles britanniques (West Indies).
- 1641 :
  - 50 000 blancs habitent la Nouvelle-Angleterre[27], dont 14 000 au Massachusetts.
  - 300 personnes de souche française vivent en Nouvelle-France[27].
- 1642-1643 : la population française (libre et servile) atteint 7000 personnes aux Antilles.
- 1648 :
  - guerres et épidémies en Allemagne ont entraîné entre 1618 et 1648 la disparition de 40 % de la population rurale et de 33 % de la population urbaine (80 % en Mecklembourg, 60 % en Poméranie, 50 % en Brandebourg et en Bohême). La guerre proprement dite n'a été la cause directe que de 150 à 180 000 morts, mais en provoquant des déplacements continuels de populations et des abandons de culture, elle a facilité la circulation des épidémies. Les historiens estiment que la population de l'Empire est tombée de 20 à 7 millions d'habitants. La reconstruction économique manque de bras et de capitaux, et l'Empire prend du retard par rapport à ses rivaux européens.
  - il y a 300 000 Juifs ashkénazes en Pologne, soit 3 % de la population totale et 15 % de la population urbaine. Le soulèvement des Cosaques provoque la mort d'un quart de la population juive, avec celle de dizaines de milliers de Polonais (« déluge »). De nombreux Juifs fuient vers l'Allemagne, la Prusse ou la Moravie.

- Importation de 1,2 million d’esclaves africains dans les Antilles britanniques entre 1640 et 1781.